# Gach Bandī
Gach Bandī (persiska: گچ بندی تیزاب, Gach Bandī-ye Tīzāb, گچ بندی) är en ort i Iran.   Den ligger i provinsen Lorestan, i den västra delen av landet, 400 km sydväst om huvudstaden Teheran. Gach Bandī ligger 1 670 meter över havet och antalet invånare är 128.
Terrängen runt Gach Bandī är huvudsakligen kuperad, men åt nordost är den bergig.Runt Gach Bandī är det ganska tätbefolkat, med 58 invånare per kvadratkilometer. Närmaste större samhälle är Nūrābād, 19,8 km nordost om Gach Bandī. Omgivningarna runt Gach Bandī är i huvudsak ett öppet busklandskap.